# Suctobelba truncicola
Suctobelba truncicola är en spindeldjursart som beskrevs av Forsslund 1941. Suctobelba truncicola ingår i släktet Suctobelba, och familjen Suctobelbidae. Arten är reproducerande i Sverige.